# نووموراپتالوو
نووموراپتالوو (انگلیسی: Novomuraptalovo) یک شهرک در شهرستان کویورگازینسکی جمهوری باشقیرستان در کشور روسیه است.